# Liste der Kulturdenkmale in Chemnitz-Kaßberg
Die Liste der Kulturdenkmale in Chemnitz-Kaßberg ist wegen ihrer Länge in folgende Listen aufgeteilt:
- Liste der Kulturdenkmale in Chemnitz-Kaßberg, A–H
- Liste der Kulturdenkmale in Chemnitz-Kaßberg, I–Z